# Carl Friedrich von Gerber
Karl Friedrich Wilhelm Gerber (von Gerber dopo il 1859; Ebeleben, 11 aprile 1823 – Dresda, 23 dicembre 1891) è stato un giurista, politico e professore universitario tedesco.
Discepolo di Wilhelm Albrecht, è stato un importante teorizzatore del diritto pubblico moderno e le sue teorie hanno influenzato l'idea di costituzione nell'ambito della Federazione tedesca.
Ha ricoperto ruoli politici molto importanti, come quello di Staatsminister e di Ministro della Cultura. I suoi Grundzüge sono stati fonte di ispirazioni di Theodor Mommsen.

## Vita
Gerber iniziò gli studi di diritto all'università di Jena nel 1840. Dopo la laurea si dedicò alla carriera universitaria, diventando professore di diritto tedesco all'università di Erlangen nel 1847. Tra le varie università in cui prestò la propria attività, si ricorda in particolare quella di Lipsia, dove dal 1865 al 1867 coprì anche il ruolo di rettore.
Partecipò in modo significativo alla riforma della chiesa (evangelica) regionale sassone e diventò ministro della cultura e dell'istruzione pubblica (Kultusminister) nel parlamento sassone nel 1871. Nei successivi vent'anni si dedicò moltissimo all'attività politica ed amministrativa. Nel 1891, dopo la morte di Alfred von Fabrice, venne nominato presidente del consiglio dei ministri (Ministerpräsident) della Sassonia. Morì in quello stesso anno.
In materia di diritto privato, fu conosciuto come uno dei più rilevanti giuristi del proprio tempo e per questo accostato a Rudolf von Jhering, altra figura di grande spessore nel panorama giuridico del periodo. Molto importanti furono anche i suoi contributi al diritto pubblico, dove espresse posizioni giuspositiviste e stataliste e, al tempo stesso, antiliberali, conservatrici e monarchiche, sebbene la sua dottrina del diritto costituzionale offra anche alcuni punti di partenza democratici.

## Opere
- System des deutschen Privatrechts, 1848/49
- Grundzüge eines Systems des deutschen Staatsrechts, 1865